# Kovács Károly (diplomata)
Kovács Károly (Solt, 1931. november 4. – Budapest, 2007. október 20.) magyar jogász, politikus, diplomata, nagykövetünk volt Iszlámábádban és Manilában.

## Pályafutása
Az Eötvös Loránd Tudományegyetem jogi karán diplomázott 1956-ban, majd az egyetemen maradt 1964-ig, előbb mint tanársegéd, majd adjunktus. 1964-ben a külügyminisztériumban kezdett dolgozni. Első külszolgálatát az ottawai nagykövetségen, mint beosztott diplomata töltötte 1965 és 1970 között. A vietnámi háború idején 1973-4-ben a Nemzetközi Ellenőrző és Felügyelő Bizottság magyar delegációjának tagja volt, majd 1978-ig Magyarország washingtoni nagykövetsége első beosztottaként dolgozott. 1978-től 1984-ig az MSZMP Központi Bizottsága külügyi osztályának politikai munkatársa volt. 1984-től 1988-ig nagykövet volt Pakisztánban - megbízólevelét 1984. szeptember 5-én adta át Ziaul Hakk kormányfőnek.
1991-ben hozta létre Magyarország a nagykövetségét a Fülöp-szigeteken, mivel a perspektivikusan fejlődő ország gazdasága felé nyitni akartak. A manilai nagykövetség első vezetője Kovács lett, megbízólevelét 1991 októberében adta át Corazón Aquino köztársasági elnök asszonynak. Nem sokkal felmentése előtt neve felmerült azon a listán, melyet Kubinyi Ferenc történész állított össze azokról a még aktív magyar diplomáciai vezetőkről, akiknek nem egyszerűen pártmúltjuk volt, hanem az MSZMP vagy a KISZ vezető testületei valamelyikének voltak tagjai.
1994 májusában mentették fel nagyköveti pozíciójából, év végén nyugdíjba ment, 2007-ben bekövetkezett haláláig visszavonultan élt. 